# Хассан Джамус
Хассан Джамус (араб. حسن جاموس, фр. Hassan Djamous; нар. ? — пом. 1989) — головнокомандувач збройними силами Чаду при президенті Хіссені Хабре, двоюрідний брат поточного чадського президента Ідріса Дебі. Його іменем названий міжнародний аеропорт Нджамени, столиці Чаду.
Джамус командував чадськими збройними силами у Війні «Тойот» проти Лівії в 1987 році; під його безпосереднім командуванням чадські війська завдали лівійцям кілька руйнівних поразок, після яких лівійський президент Каддафі був змушений погодитися на припинення вогню і переговори. В 1989 році президент Чаду Хабре запідозрив Джамуса, а також його двоюрідного брата Ідріса Дебі (свого порадника з питань безпеки та оборони) і міністра внутрішніх справ Махамата Ітно в підготовці заколоту проти себе. Джамус і Ітно потрапили в ув'язнення, були піддані тортурам і вбиті; Дебі пощастило втекти. Всі три звинувачених посадовця походили з етнічної групи загава, тоді як Хабре належав до народу тубу. Після розправи з Джамусом і Ітно Хабре почав кампанію репресій проти всієї народності загава, в ході яких загинули сотні людей. В грудні 1990 року режим Хабре було скинуто повстанцями Ідріса Дебі, підтриманими Лівією і Суданом.